# Handschrift 280

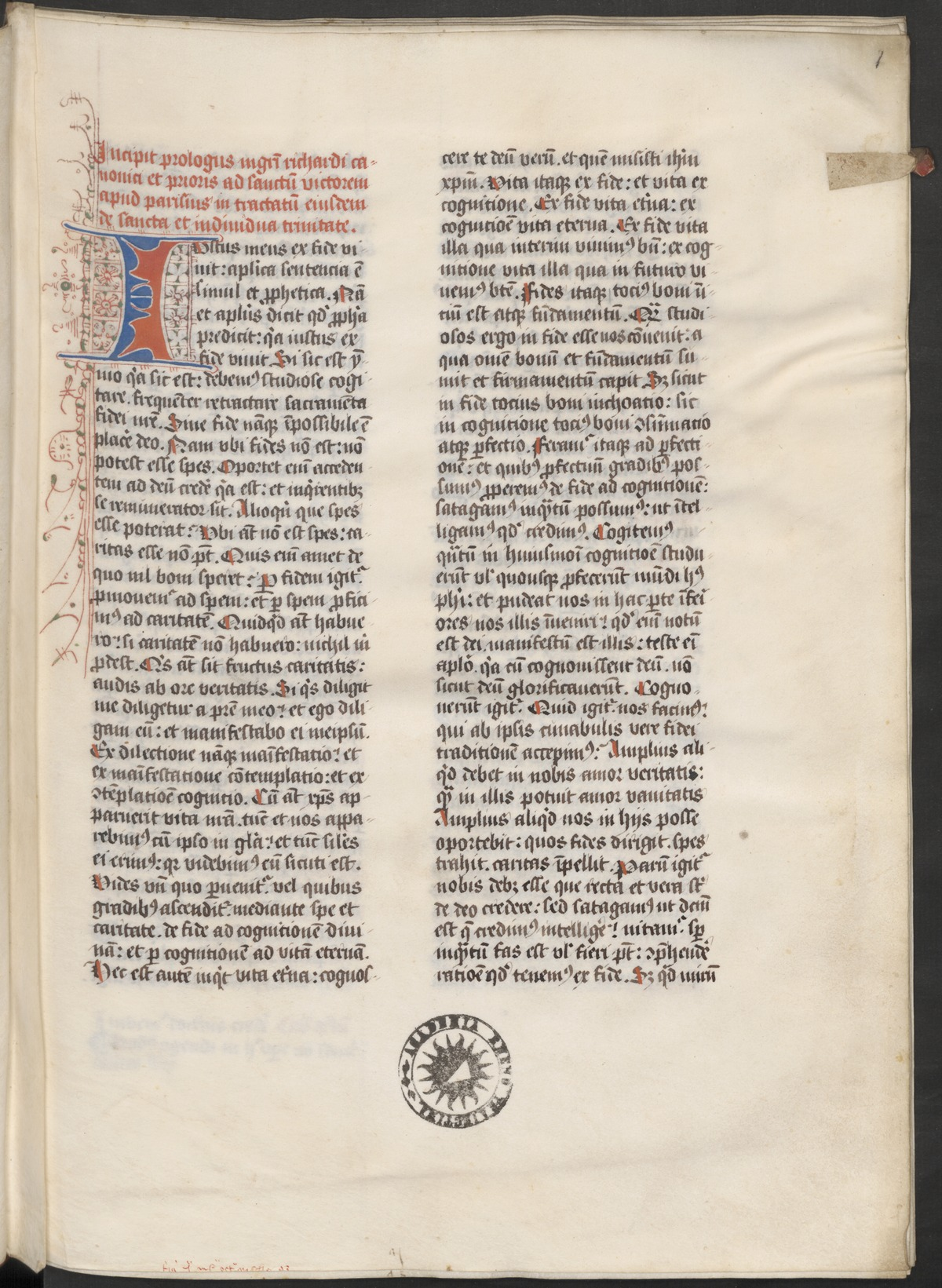
Eerste pagina van de tekst, die volgt na de schutbladen. Deze afbeelding geeft de stijl van het manuscript goed weer.

Handschrift 280 is een manuscript uit het einde van de 15e eeuw. Het is getiteld ‘Opuscula’ en de tekst is geschreven door Richardus de Sancto Victore (Richard van Sint-Victor). De kopiist heette Heermannus de Amstelredam. De vorige eigenaar van dit manuscript was het kartuizerklooster Nieuwlicht of Bloemendaal, in Utrecht. Tegenwoordig wordt het manuscript bewaard in de Universiteitsbibliotheek Utrecht. Het manuscript is te citeren als: Universiteitsbibliotheek Utrecht Hs. 280 (4 B 5).

## Omschrijving

#### Het handschrift

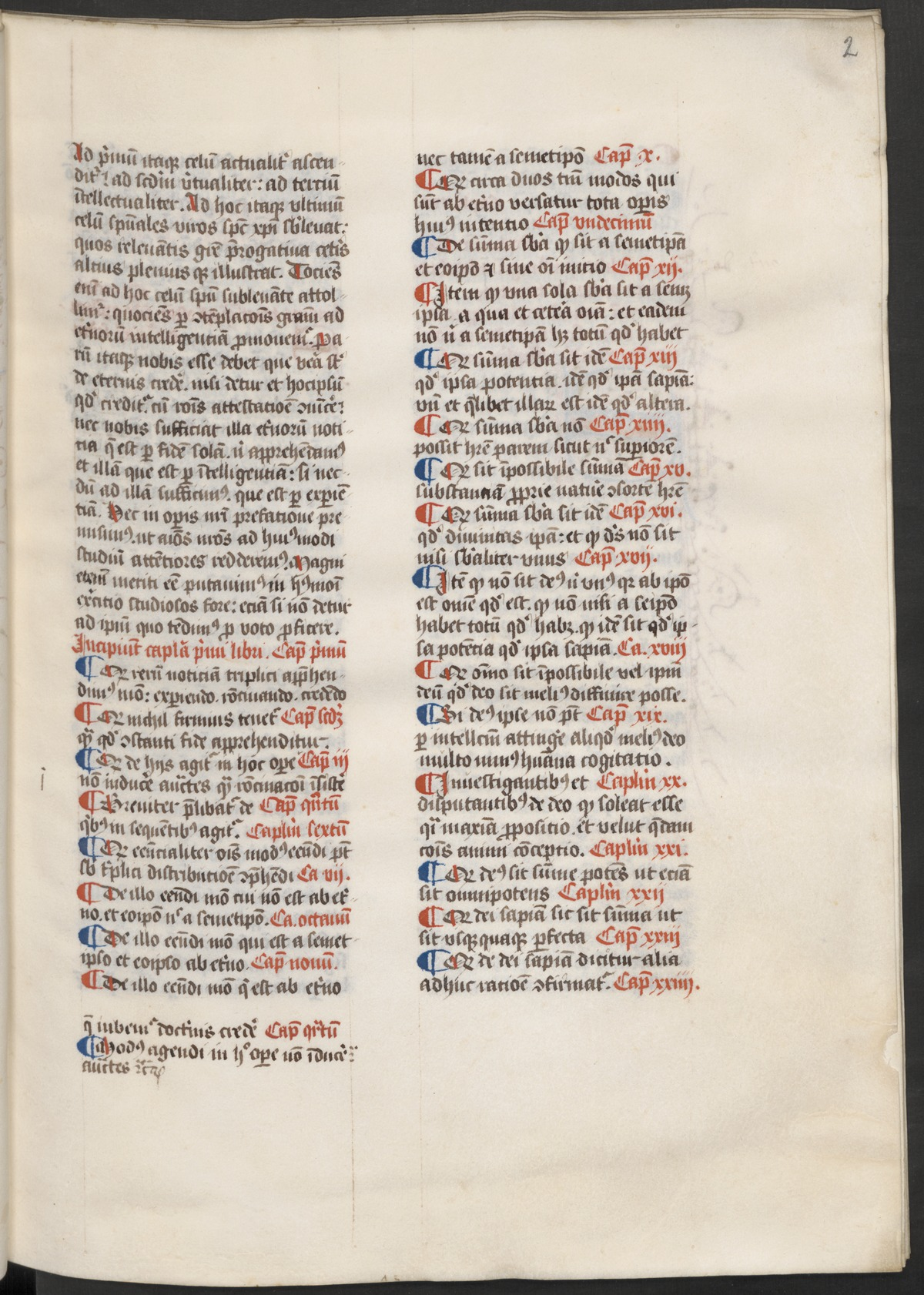
Een inhoudsopgave. Deze komen veel voor in dit manuscript.

In totaal bestaat het handschrift uit 181 folia van 29,5 × 21 centimeter. Deze bladen zijn gemaakt van perkament. Het boek begint en eindigt met twee blanco schutbladen. De omslag verkeert niet geheel meer in originele staat. Er is zo veel mogelijk geprobeerd de voor- en achterkant zo origineel mogelijk te houden, maar de boekband is duidelijk gerestaureerd. Wat verder opvalt zijn knoopvormige uitsteeksels die fungeren als bladwijzers. Na elke knoopvormige bladwijzer begint een nieuw boek.

#### De inhoud
De inhoud van dit boek bestaat dan ook uit verschillende boeken. Wat opvalt zijn de middeleeuwse katernnummers die vaak onderaan de pagina’s staan. Deze katernnummers zetten de kopiisten op de folia, zodat de binders weten in welke volgorde de folia in het handschrift moeten komen. De folia van het eerste katern zijn genummerd A1, A2, enzovoort. De folia van het tweede katern zijn genummerd B1, B2, enzovoort. Maar halverwege het handschrift, vanaf fol. 49r, beginnen de katernnummers opnieuw met A1, A2, enzovoort. Dit geeft misschien aan dat in dit handschrift verschillende boeken zijn samengebracht die op een ander moment zijn gemaakt. Hier zijn alleen verder geen aanwijzingen voor. Wat de inhoud betreft, zijn het allemaal theologische onderwerpen waarin het begrip ‘triniteit’ vaak wordt benoemd.

#### Derubricatie, decoratie & illustratie
De rubricatie, decoratie en illustratie zijn in het geval van dit manuscript vrij simpel. De tekst is een gotische littera textualis. Het schrift is een Gotische minuskel. De tekst is geschreven in twee kolommen. Alle hoofdletters in de tekst zijn aangestreept met rode inkt. Alle initialen zijn duidelijk groter dan de rest van de tekst, maar is niet uitvoerig versierd. Voor de initialen is zwarte, rode, blauwe en groene inkt gebruikt. Verder is er penwerk in rode inkt met groene stipjes aangebracht rondom het initiaal. In eerste instantie lijkt dit penwerk simpel, maar het betreft de typisch Utrechtse ‘Scherpe punten stijl’.

## Het klooster
Het klooster Nieuwlicht werd in 1391 gesticht door edelman Zweder van Abcoude en werd gebouwd op een landgoed dat in die tijd Bloemendaal heette. Dit ligt op de grens van de huidige wijken Ondiep en Zuilen. Het klooster Nieuwlicht was een klein klooster, met zo’n 20 tot 30 inwonende monniken, in de kartuizer stijl. In 1580 werd het klooster door het stadsbestuur opgeheven. Een deel van het klooster werd gesloopt. De overgebleven gebouwen zijn sinds de tijd van het klooster voor verschillende doeleinden gebruikt. Veel van de manuscripten en andere objecten die dateren uit de tijd van het klooster, zijn bewaard gebleven, waarvan een groot deel tegenwoordig in bewaring is van de Universiteitsbibliotheek Utrecht. Dit handschrift is daar ook onderdeel van.